# Liste der Brücken über die Linth
Die Liste der Brücken über die Linth enthält die Linth-Brücken von der Quelle beim Tödi-Massiv bis zur Mündung in den Zürichsee bei Schmerikon.

## Brückenliste
75 Brücken führen über den Fluss: 45 Strassenbrücken, 13 Fussgängerbrücken, 12 Eisenbahnbrücken, drei Wehrstege und zwei Rohrbrücken.

### Sandbach (Hauptquellbach)
4 Brücken überspannen den Fluss im linken Quellbach der Linth.
| Bild | Name              | Ort     | Lage | Funktion                        | Konstruktion | Material | Länge in m | Höhe m ü. M. | Bemerkungen                                                          |
| ---- | ----------------- | ------- | ---- | ------------------------------- | ------------ | -------- | ---------- | ------------ | -------------------------------------------------------------------- |
|      | Unbenannte Brücke | Linthal |      | Alpenstrassenbrücke (einspurig) | Balkenbrücke | Holz     | 10         | 1187         | Wanderroute Via Glaralpina (Etappe 10 Fridolinshütte–Linthal-Obbort) |
|      | Unbenannte Brücke | Linthal |      | Alpenstrassenbrücke (einspurig) | Balkenbrücke | Holz     | 12         | 1170         | Wanderroute Via Glaralpina (Etappe 10 Fridolinshütte–Linthal-Obbort) |
|      | Unbenannte Brücke | Linthal |      | Alpenstrassenbrücke (einspurig) | Balkenbrücke | Holz     | 10         | 1153         | Wanderroute Via Glaralpina (Etappe 10 Fridolinshütte–Linthal-Obbort) |
|      | Unbenannte Brücke | Linthal |      | Alpenstrassenbrücke (einspurig) | Balkenbrücke | Holz     | 18         | 1040         | Wanderroute Via Glaralpina (Etappe 10 Fridolinshütte–Linthal-Obbort) |

### Limmerenbach (Nebenquellbach)
1 Brücke überspannt den rechten Quellbach der Linth.
| Bild | Name              | Ort     | Lage | Funktion                        | Konstruktion | Material | Länge in m | Höhe m ü. M. | Bemerkungen                                                          |
| ---- | ----------------- | ------- | ---- | ------------------------------- | ------------ | -------- | ---------- | ------------ | -------------------------------------------------------------------- |
|      | Unbenannte Brücke | Linthal |      | Alpenstrassenbrücke (einspurig) | Balkenbrücke | Holz     | 20         | 1011         | Wanderroute Via Glaralpina (Etappe 10 Fridolinshütte–Linthal-Obbort) |

### Oberes Linthtal
31 Brücken überspannen den Fluss von Linthal bis Nidfurn und Haslen.
| Bild | Name                                        | Ort                    | Lage | Funktion                                                        | Konstruktion      | Material | Länge in m                           | Höhe m ü. M. | Bemerkungen |
| ---- | ------------------------------------------- | ---------------------- | ---- | --------------------------------------------------------------- | ----------------- | -------- | ------------------------------------ | ------------ | --- |
|      | Pantenbrücke (Linthschlucht)                | Linthal                |      | Alpenstrassenbrücke (einspurig)                                 | Stein-Bogenbrücke | Stein    | 30 (untere Brücke) 50 (obere Brücke) | 960          | Historische Doppel-Steinbogenbrücke mit Schotter bedeckten Fahrbahn, untere Brücke gebaut 1853/54, obere Brücke gebaut über erste Brücke 1899–1902, beide Brücken umfassend renoviert 1997. Das Bauwerk ist denkmalgeschützt. Wanderroute Via Glaralpina (Etappe 10 Fridolinshütte–Linthal-Obbort)                                                            |
|      | Auenstrasse-Brücke                          | Linthal-Tierfehd       |      | Strassenbrücke (zweispurig) mit Rohrleitung an der Brückenwand  | Balkenbrücke      | Beton    | 15                                   | 803          | Baustelle: Achtung Werksausfahrt Wanderroute Via Glaralpina (Etappe 10 Fridolinshütte–Linthal-Obbort) |
|      | Reitimatt-Brücke                            | Linthal-Obbort         |      | Strassenbrücke (zweispurig)                                     | Balkenbrücke      | Stahl    | 18                                   | 786          | Fahrverbot für Motorwagen, Motorräder und Motorfahrräder: Zubringerdienst gestattet Wanderweg |
|      | Unbenannte Brücke                           | Linthal                |      | Fahrwegbrücke                                                   | Balkenbrücke      | Beton    | 14                                   | 781          | Fahrbahn ist teilweise mit Gras bedeckt. Zufahrtsstrasse Wanderweg |
|      | Unbenannte Brücke                           | Linthal                |      | Fahrwegbrücke                                                   | Balkenbrücke      | Beton    | 20                                   | 724          | Fahrverbot für Motorwagen, Motorräder und Motorfahrräder: Ausgenommen Anwohner sowie Forst- und Landwirtschaft Höchstgewicht 5 t Andere Gefahren: Keine Schwarzräumung Zufahrtsstrasse |
|      | Unbenannter Steg                            | Linthal                |      | Fussgängerbrücke mit Rohrleitung an der Brückenwand             | Balkenbrücke      | Beton    | 30                                   | 673          | |
|      | BAFU Messstation-Steg                       | Linthal                |      | Werkbrücke mit Tor (privat)                                     | Balkenbrücke      | Stahl    | 20                                   | 669          | Brücke mit Gitterrostboden Bei der Brücke befindet sich die hydrometrische Messstation Linth - Linthal, Ausgleichsbecken KLL (2352) vom Bundesamt für Umwelt (BAFU), kein Weg südseitig |
|      | Rohrleitungsbrücke                          | Linthal                |      | Rohrleitungsbrücke                                              | Balkenbrücke      | Stahl    | 25                                   | 658          | |
|      | Klausenstrasse-Brücke                       | Linthal                |      | Strassenbrücke (zweispurig) mit Trottoirs                       | Bogenbrücke       | Beton    | 30                                   | 657          | Höchstgeschwindigkeit 50 km/h PostAuto-Buslinie 408 (Altdorf – Klausen – Linthal (Klausenpass-Linie)) Wanderweg |
|      | Unbenannter Steg                            | Linthal                |      | Wehrbrücke (privat)                                             | Balkenbrücke      | Stahl    | 15                                   | 655          | Bauwerk beim Kraftwerk Linthal |
|      | Schürstrasse-Brücke                         | Linthal                |      | Strassenbrücke (zweispurig) mit Rohrleitung an der Brückenseite | Bogenbrücke       | Beton    | 25                                   | 647          | Höchstgeschwindigkeit 50 km/h PostAuto-Buslinie 408 (Altdorf – Klausen – Linthal (Klausenpass-Linie)) AS-Buslinie 736 (Schwanden – Linthal) Wanderland-Route 1 Via Alpina (Etappe 4 Elm–Linthal) Mountainbikeland-Route 315 Durnachtal Bike (Linthal–Linthal)                                                                                                 |
|      | Stachelberg-Brücke (Durnagelstrasse)        | Linthal                |      | Strassenbrücke (zweispurig) mit Trottoir                        | Balkenbrücke      | Beton    | 25                                   | 642          | Höchstgeschwindigkeit 50 km/h Veloland-Route 4 Alpenpanorama-Route (Etappe 3 Glarus–Flüelen) |
|      | Unbenannte Brücke                           | Linthal                |      | Fussgänger- und Velobrücke                                      | Balkenbrücke      | Holz     | 25                                   | 636          | Wanderweg Zugang zur Talstation Braunwaldbahn |
|      | Cotlan-Steg                                 | Rüti                   |      | Fussgängerbrücke                                                | Fachwerkbrücke    | Stahl    | 25                                   | 625          | Brücke mit Holzbretterboden, saniert 2010 Verbot für Tiere (Pferd), geschützt |
|      | SBB Linthbrücke Rüti                        | Rüti                   |      | Eisenbahnbrücke (eingleisig)                                    | Fachwerkbrücke    | Stahl    | 40                                   | 621          | Gebaut vermutlich 1879 Verbot für Fussgänger: Durchgang verboten Höchstgeschwindigkeit 80 km/h Bahnstrecke Linthal–Ziegelbrücke |
|      | Linthbrücke Rüti (Scheidgasse)              | Rüti                   |      | Strassenbrücke (einspurig)                                      | Stein-Bogenbrücke | Stein    | 30                                   | 620          | Steinbogenbrücke mit zwei abgeflachten Bogen und Mittelpfeiler, Fahrbahn ruht auf Konsolsteinen, gebaut wahrscheinlich in der zweiten Hälfte des 19. Jahrhunderts, ist sicher die älteste erhaltene Brücke über die Linth Das Bauwerk ist ein Kulturgut von regionaler Bedeutung. Höchstgeschwindigkeit 60 km/h Wanderweg Spiele- und Erlebnisweg Glarnerland |
|      | Hohlgand-Steg                               | Rüti                   |      | Fussgängerbrücke                                                | Bogenbrücke       | Beton    | 30                                   | 612          | Gebaut 1918 |
|      | Marglen-Brücke                              | Rüti                   |      | Strassenbrücke (einspurig)                                      | Fachwerkbrücke    | Stahl    | 22                                   | 603          | Brücke mit Holzbretterboden Verbot für Tiere (Pferd) Zufahrtsstrasse |
|      | Schlettli-Brücke                            | Betschwanden           |      | Strassenbrücke (einspurig)                                      | Balkenbrücke      | Beton    | 25                                   | 600          | Zufahrtsstrasse Eine Pegel- und Abfluss-Messanlage befindet sich auf der Brücke. |
|      | Unbenannte Brücke                           | Betschwanden           |      | Strassenbrücke (einspurig)                                      | Balkenbrücke      | Beton    | 20                                   | 592          | Zufahrtsstrasse Wanderweg |
|      | Unbenannte Brücke                           | Diesbach               |      | Strassenbrücke (einspurig)                                      | Balkenbrücke      | Holz     | 20                                   | 586          | Private Brücke mit Metallmittelpfeiler Hinweistafel: Unbefugten Zutritt verboten! Zufahrtsstrasse zum Gebäude Schwändi 1. |
|      | Unbenannte Brücke                           | Diesbach               |      | Strassenbrücke (einspurig)                                      | Fachwerkbrücke    | Stahl    | 25                                   | 584          | Brücke mit Holzbretterboden Zufahrtsstrasse |
|      | SBB Linthbrücke Diesbach                    | Diesbach               |      | Eisenbahnbrücke (eingleisig)                                    | Fachwerkbrücke    | Stahl    | 36                                   | 578          | Gebaut 1931 Höchstgeschwindigkeit 80 km/h Hinweistafel: Durchgang verboten Bahnstrecke Linthal–Ziegelbrücke |
|      | Adlenbacher-Brücke                          | Luchsingen – Hätzingen |      | Fussgängerbrücke                                                | Fachwerkbrücke    | Stahl    | 22                                   | 570          | Brücke mit Holzbretterboden, gebaut Ende 19. Jahrhundert anstelle eines alten hölzernen Kirchstegs Wanderweg |
|      | Linthbrücke Luchsingen-Hätzingen            | Luchsingen – Hätzingen |      | Strassenbrücke (zweispurig) mit Trottoirs                       | Balkenbrücke      | Beton    | 60                                   | 567          | Gebaut 1980, ersetzte Eisenbrücke von 1886 und hölzerne Brücke von 1838 Höchstgeschwindigkeit 50 km/h AS-Buslinie 736 (Schwanden – Linthal) Veloland-Route 4 Alpenpanorama-Route (Etappe 3 Glarus–Flüelen) Wanderweg |
|      | Rohrleitungsbrücke                          | Luchsingen – Hätzingen |      | Rohrleitungsbrücke                                              | Fachwerkbrücke    | Stahl    | 25                                   | 566          | Bauwerk beim Areal Hefti |
|      | Unbenannte Brücke                           | Luchsingen – Hätzingen |      | Fussgänger- und Loipenbrücke                                    | Balkenbrücke      | Holz     | 24                                   | 561          | Brücke aus Lärchenholz, erstellt 2007 Langlaufen-Route 221 Langlaufloipe Töditritt (Schwanden–Schwanden) Wanderweg |
|      | Leuggelbach-Brücke                          | Leuggelbach – Haslen   |      | Strassenbrücke (einspurig)                                      | Stein-Bogenbrücke | Stein    | 30                                   | 551          | Steinbogenbrücke, fertiggestellt 1921 Höchstgeschwindigkeit 50 km/h, Höchstgewicht 18 t Wanderweg |
|      | Unbenannter Steg                            | Haslen                 |      | Wehrbrücke (privat)                                             | Balkenbrücke      | Stahl    | 6                                    | 546          | Bauwerk beim Stauwehr Jenny |
|      | Gruebensteg                                 | Nidfurn – Haslen       |      | Fussgänger- und Velobrücke                                      | Fachwerkbrücke    | Stahl    | 25                                   | 543          | Brücke mit Holzbretterboden Veloland-Route 4 Alpenpanorama-Route (Etappe 3 Glarus–Flüelen) Wanderweg, geschützt |
|      | Linthbrücke Nidfurn-Haslen (Bahnhofstrasse) | Nidfurn – Haslen       |      | Strassenbrücke (zweispurig)                                     | Bogenbrücke       | Beton    | 30                                   | 536          | Höchstgeschwindigkeit 50 km/h AS-Buslinie 736 (Schwanden – Linthal) Veloland-Route 4 Alpenpanorama-Route (Etappe 3 Glarus–Flüelen) Wanderweg |

### Unteres Linthtal
19 Brücken überspannen den Fluss von Schwanden bis Netstal.
| Bild                                                      | Name                                    | Ort               | Lage | Funktion                                                                                               | Konstruktion        | Material    | Länge in m | Höhe m ü. M. | Bemerkungen |
| --------------------------------------------------------- | --------------------------------------- | ----------------- | ---- | --- | ------------------- | ----------- | ---------- | ------------ | --- |
|                                                           | In der Au-Brücke (Farbstrasse)          | Schwanden         |      | Strassenbrücke (zweispurig) mit Trottoirs                                                              | Balkenbrücke        | Beton       | 25         | 525          | Höchstgeschwindigkeit 50 km/h Eine Pegel- und Abfluss-Messanlage befindet sich auf der Brücke. |
|                                                           | Plattenaustrasse-Brücke                 | Schwanden         |      | Strassenbrücke (einspurig)                                                                             | Balkenbrücke        | Beton       | 25         | 523          | Höchstgeschwindigkeit 50 km/h An dieser Stelle befand sich eine gedeckte Holzbrücke, gebaut 1765 von Ulrich Grubenmann, die von den Österreichern durch Feuer 1799 zerstört wurde. Mountainbikeland-Route 306 Fryberg Bike (Schwanden–Schwanden) |
| Im Bau (August 2018) Neue Brücken (Mai 2022)              | Linthbrücke Schwanden (Bahnhofstrasse)  | Schwanden         |      | Strassenbrücke (zweispurig) mit Trottoirs, Fussgängerstreifen und Werkleitungen unterhalb der Fahrbahn | Balkenbrücke        | Beton       | 80         | 521          | Zwei Brücken, gebaut 2018/19, eröffnet August 2019, ersetzten Stahlfachwerkbrücken von 1935 Die Übergänge überqueren auch die «Inseln»-Insel. Höchstgeschwindigkeit 50 km/h AS-Buslinien 542 (Schwanden – Schwändi b. Schwanden) und 736 (Schwanden – Linthal) Veloland-Route 4 Alpenpanorama-Route (Etappe 3 Glarus–Flüelen) Mountainbikeland-Route 306 Fryberg Bike (Schwanden–Schwanden) und Route 307 Bächi Bike (Linthal–Schwanden) Wanderweg |
|                                                           | SBB Linthbrücke Schwanden               | Schwanden         |      | Eisenbahnbrücke (eingleisig)                                                                           | Stein-Bogenbrücke   | Stein       | 92         | 519          | Gebaut 1917, saniert 2006 Das Bauwerk überquert auch die «Inseln»-Insel. Höchstgeschwindigkeit 80 km/h Bahnstrecke Linthal–Ziegelbrücke |
|                                                           | Unbenannter Steg                        | Schwanden         |      | Fussgänger- und Velobrücke (ehemalig)                                                                  | Fachwerkbrücke      | Stahl       | 25         | 517          | Temporäre Hilfsbrücke, benutzt während des Neubaus der Bahnhofstrasse-Brücken (Juli 2018 – August 2019) Fahrverbot für Motorwagen, Motorräder und Motorfahrräder: Zubringerdienst gestattet Wanderweg |
|                                                           | Unbenannter Steg                        | Schwanden         |      | Fussgänger- und Velobrücke (ehemalig)                                                                  | Fachwerkbrücke      | Stahl       | 25         | 517          | Temporäre Hilfsbrücke, benutzt während des Neubaus der Bahnhofstrasse-Brücken (Juli 2018 – August 2019) Fahrverbot für Motorwagen, Motorräder und Motorfahrräder: Zubringerdienst gestattet Wanderweg |
|                                                           | Sernftalstrasse-Brücke (Bahnhofstrasse) | Mitlödi – Sool    |      | Strassenbrücke (zweispurig) mit Trottoir und Rohrleitungen unterhalb der Fahrbahn 422                  | Balkenbrücke        | Beton       | 40         | 510          | Gebaut 1989–1991 Überholen verboten Höchstgeschwindigkeit 50 km/h |
|                                                           | SBB Linthbrücke Däniberg                | Mitlödi – Sool    |      | Eisenbahnbrücke (eingleisig)                                                                           | Fachwerkbrücke      | Stahl       | 48         | 509          | Höchstgeschwindigkeit 80 km/h Bahnstrecke Linthal–Ziegelbrücke Eine Pegel- und Abfluss-Messanlage befindet sich auf der Brücke. |
|                                                           | Steg-Brücke                             | Mitlödi – Sool    |      | Strassenbrücke (einspurig)                                                                             | Balkenbrücke        | Beton       | 25         | 506          | Allgemeines Fahrverbot: Zubringerdienst gestattet Verbot für Anhänger Sackgasse Höchstgewicht 15 t |
| Bogenbrücke von 1940 (August 2018) Neue Brücke (Mai 2022) | Linthbrücke Mitlödi (Kreuzgasse)        | Mitlödi           |      | Strassenbrücke (zweispurig) mit Trottoir                                                               | Netzwerkbogenbrücke | Stahl Beton | 40         | 503          | Gebaut 2020/21, Verkehrsübergabe November 2021, ersetzte Stahlbogenbrücke von 1940 Höchstgeschwindigkeit 30 km/h Wanderweg |
|                                                           | Unbenannte Brücke                       | Mitlödi           |      | Behelfsbrücke (ehemalig)                                                                               | Balkenbrücke        | Beton       | 40         | 503          | Temporäre Behelfsbrücke, ca. 2013–2015, gebaut zur Erstellung des neuen Kraftwerks Seidendruckerei Mitlödi |
|                                                           | SBB Linthbrücke Mühlefuhr               | Mitlödi – Ennenda |      | Eisenbahnbrücke (eingleisig)                                                                           | Fachwerkbrücke      | Stahl       | 48         | 488          | Höchstgeschwindigkeit 80 km/h Bahnstrecke Linthal–Ziegelbrücke |
|                                                           | Unbenannter Steg                        | Mitlödi – Ennenda |      | Fussgängerbrücke                                                                                       | Fachwerkbrücke      | Stahl       | 50         | 487          | Brücke mit Holzbretterboden Wanderland-Route 55 Via Suworow (Etappe 9 Glarus–Elm) und Route 815 Glarus-Rundweg |
|                                                           | Holensteinbrücke (Hohlensteinstrasse)   | Ennenda           |      | Strassenbrücke (zweispurig) mit Trottoir                                                               | Balkenbrücke        | Beton       | 30         | 477          | An dieser Stelle befand sich eine gedeckte Holzbrücke, gebaut 1765 von Ulrich Grubenmann, die von den Österreichern durch Feuer 1799 zerstört wurde. Höchstgeschwindigkeit 50 km/h Wanderland-Route 55 Via Suworow (Etappe 9 Glarus–Elm) |
|                                                           | Kirchweg-Brücke                         | Glarus – Ennenda  |      | Strassenbrücke (zweispurig) mit Trottoirs und Velostreifenmarkierung                                   | Balkenbrücke        | Beton       | 40         | 473          | Ersetzte Eisenbrücke von 1882 und Holzbrücke von 1845 Höchstgeschwindigkeit 50 km/h PostAuto-Buslinie 503 (Ennenda, Seilbahn – Glarus, Bahnhof – Glarus, Pfrundhaus) Veloland-Route 4 Alpenpanorama-Route (Etappe 3 Glarus–Flüelen) und Route 83 Suworow-Route (Etappe 2 Glarus–Elm) Wanderland-Route 55 Via Suworow (Etappe 9 Glarus–Elm) und Route 824 Linth-Uferweg (Schwanden–Netstal)                                                         |
|                                                           | SBB Linthbrücke Ennenda                 | Glarus – Ennenda  |      | Eisenbahnbrücke (eingleisig)                                                                           | Fachwerkbrücke      | Stahl       | 54         | 473          | Gebaut 1914, ersetzte Brücke von 1879 Höchstgeschwindigkeit 70 km/h Bahnstrecke Linthal–Ziegelbrücke |
| Geplante Übergangsstelle                                  | Linthsteg                               | Glarus – Ennenda  |      | Fussgänger- und Velobrücke (geplant)                                                                   | Balkenbrücke        | Beton Holz  | 40         | 471          | Holzbeton-Verbundbrücke, Projekt für einen Steg vom Bahnhof Glarus nach Ennetbühls |
|                                                           | Ennetbühlerbrücke                       | Glarus – Ennenda  |      | Strassenbrücke (zweispurig) mit abgetrenntem Trottoir und Rohrleitung an der Brückenwand               | Balkenbrücke        | Beton       | 45         | 469          | Ersetzte Eisenkonstruktion von 1865 Höchstgeschwindigkeit 30 km/h Überholen verboten Mountainbikeland-Route 302 Fronalp Bike (Glarus–Glarus) Wanderland-Route 815 Glarus-Rundweg |
|                                                           | Alpenbrückli-Brücke                     | Glarus – Ennenda  |      | Strassenbrücke (einspurig) mit Rohrleitung an der Brückenwand                                          | Bogenbrücke         | Stahl       | 35         | 465          | Gebaut vermutlich 1865 Allgemeines Fahrverbot: Privat Wanderweg Zufahrt zum Kraftwerk Walzmühle |
|                                                           | Unbenannte Brücke                       | Netstal           |      | Eisenbahnbrücke (eingleisig) mit abgetrenntem Fussgängersteg                                           | Fachwerkbrücke      | Stahl       | 40         | 459          | Private Bahnbrücke der Kalkfabrik Netstal, gebaut 1912 Verbot für Tiere (Pferd) Wanderweg |
|                                                           | Langgüetli-Steg                         | Netstal           |      | Fussgängerbrücke mit Wasser-Versorgungsleitungen unterhalb der Fahrbahn                                | Balkenbrücke        | Stahl       | 30         | 454          | Der seit dem Frühling 2018 gesperrte Steg über die Linth ins Netstaler Langgüetli wird ersetzt. |
|                                                           | Molliserstrasse-Brücke                  | Netstal           |      | Strassenbrücke (zweispurig) mit abgetrenntem Fussgängersteg                                            | Balkenbrücke        | Stahl       | 35         | 453          | Höchstgeschwindigkeit 50 km/h Wanderweg |
|                                                           | Unbenannter Steg                        | Netstal           |      | Wehrbrücke mit Fussgängerübergang                                                                      | Balkenbrücke        | Beton       | 35         | 449          | Übergang beim Stauwehr Kleinzaun Verbot für Tiere (Pferd) Wanderweg |

### Escherkanal
9 Brücken überspannen den Fluss von Mollis bis zum Walensee.
| Bild                                        | Name                                               | Ort             | Lage | Funktion                                                                   | Konstruktion     | Material | Länge in m | Höhe m ü. M. | Bemerkungen |
| ------------------------------------------- | -------------------------------------------------- | --------------- | ---- | -------------------------------------------------------------------------- | ---------------- | -------- | ---------- | ------------ | --- |
|                                             | Chupferensteg (Spinnereisteg)                      | Näfels – Mollis |      | Fussgänger- und Velobrücke mit Rohrleitung an der Brückenwand              | Bogenbrücke      | Stahl    | 45         | 439          | Brücke mit Holzbalkenboden Verbot für Tiere (Pferd) Metallpoller dienen als Durchfahrtssperre Mountainbikeland-Route 302 Fronalp Bike (Glarus–Glarus) Wanderweg |
|                                             | Obere Linthbrücke (Molliserstrasse/Bahnhofstrasse) | Näfels – Mollis |      | Strassenbrücke (zweispurig) mit Trottoirs                                  | Balkenbrücke     | Beton    | 50         | 437          | Gebaut 2012/13, ersetzte Stahlbrücke und Holzbrücke von 1860 Höchstgeschwindigkeit 50 km/h PostAuto-Buslinien 511 (Ziegelbrücke – Näfels-Mollis – Mühlehorn) und 512 (Ziegelbrücke – Näfels-Mollis – Mollis) Wanderland-Route 820 Kerenzerberg Römerweg (Näfels–Mühlehorn) Auf der Näfelser Seite flussaufwärts befindet sich das Maschinenbauunternehmen Netstal Maschinen.                                                            |
|                                             | Untere Linthbrücke (Hinterdorfstrasse)             | Näfels – Mollis |      | Strassenbrücke (einspurig) mit Trottoir und Rohrleitung an der Brückenwand | Fachwerkbrücke   | Stahl    | 30         | 435          | Parabel Stahlfachwerkbrücke, gebaut 1990er Jahre Vortritt vor dem Gegenverkehr (Fahrtrichtung Mollis) Dem Gegenverkehr Vortritt lassen (Fahrtrichtung Näfels) Wanderweg Die hydrometrische Messstation Linth - Mollis, Linthbrücke (2372) vom Bundesamt für Umwelt (BAFU) befindet sich 50 m flussaufwärts auf der rechten Flussseite.                                                                                                  |
|                                             | Schiferen-Steg                                     | Mollis          |      | Fussgängerbrücke                                                           | Fachwerkbrücke   | Stahl    | 50         | 429          | Brücke mit Holzbalkenboden Auf der rechten Flussseite befindet sich das national geschützte Amphibienlaichgebiet Walenberg. |
|                                             | Vrenelibrücke                                      | Filzbach        |      | Strassenbrücke (einspurig) mit schmalen Trottoirs                          | Balkenbrücke     | Beton    | 45         | 424          | Höchstgeschwindigkeit 20 km/h Wanderweg Auf der rechten Flussseite befindet sich das national geschützte Amphibienlaichgebiet Walenberg. |
|                                             | Gäsi-Autobahnbrücke (Richtung Süd)                 | Filzbach        |      | Autobahnbrücke (zweispurig) (Fahrtrichtung Murg/Sargans)                   | Balkenbrücke     | Beton    | 90         | 420          | Erstellt 1986 mit der Eröffnung des einröhrigen Tunnel Kerenzerberg Höchstgeschwindigkeit 100 km/h Das Bauwerk befindet sich im national geschützten Auengebiet Linth Delta. |
| Sicherheitsstollen-Brücke Förderband-Brücke | Kerenzerbergtunnel Sicherheitsstollen-Brücke       | Filzbach        |      | Hilfsbrücke                                                                | Fachwerkbrücke   | Stahl    | 50         | 420          | Temporäre Hilfsbrücke für A3 Kerenzerbergtunnel Gesamterneuerung (2020–2026) Um die Zufahrt zum Tunnelportal im Gäsi zu ermöglichen, ist eine temporäre Hilfsbrücke über den Escherkanal gebaut worden, darüber können Lastwagen- und Bahntransporte für die Ver- und Entsorgung des maschinellen Vortriebs und des späteren Innenausbaus abgewickelt werden. Das Bauwerk befindet sich im national geschützten Auengebiet Linth Delta. |
|                                             | Gäsi-Autobahnbrücke (Richtung Nord)                | Filzbach        |      | Autobahnbrücke (zweispurig) (Fahrtrichtung Weesen/Zürich)                  | Balkenbrücke     | Beton    | 140        | 420          | Eröffnet 1959 Höchstgeschwindigkeit 80 km/h Das Bauwerk befindet sich im national geschützten Auengebiet Linth Delta. |
|                                             | Gäsi-Brücke                                        | Filzbach        |      | Eisenbahnbrücke (zweigleisig)                                              | Stabbogenbrücke  | Stahl    | 60         | 420          | Gebaut 1958/59 mit der Eröffnung des Doppelspurtunnels Kerenzerberg Höchstgeschwindigkeit 160 km/h Bahnstrecke Zürich–Chur Das Bauwerk befindet sich im national geschützten Auengebiet Linth Delta. |
|                                             | Ofeneck-Brücke (Gäsisteg)                          | Filzbach        |      | Eisenbahnbrücke (eingleisig), dient heute dem Langsamverkehr               | Hohlkastenbrücke | Stahl    | 50         | 420          | Blechträgerbrücke, gebaut 1926, bis 1961 als Bahnbrücke benutzt Mountainbikeland-Route 25 Heidiland Bike (Etappe 1 Niederurnen (Ziegelbrücke)–Walenstadt) Veloland-Route 9 Seen-Route (Etappe 9 Niederurnen–Buchs (SG)) Wanderroute Via Glaralpina (Etappe 19 Filzbach–Ziegelbrücke) Das Bauwerk befindet sich im national geschützten Auengebiet Linth Delta.                                                                          |

### Linthkanal
11 Brücken überspannen den Fluss vom Walensee zum Zürichsee.
| Bild                                                       | Name                                        | Ort                    | Lage | Funktion                                                  | Konstruktion                       | Material | Länge in m | Höhe m ü. M. | Bemerkungen |
| ---------------------------------------------------------- | ------------------------------------------- | ---------------------- | ---- | --------------------------------------------------------- | ---------------------------------- | -------- | ---------- | ------------ | --- |
|                                                            | Linthkanal-Eisenbahnbrücke                  | Mollis – Weesen        |      | Eisenbahnbrücke (ehemalig)                                | Gitterträgerbrücke Stabbogenbrücke | Stahl    | 49         | 420          | Schweisseisen-Gitterträgerbrücke gebaut 1859, verstärkt zum Stabbogensystem 1896, abgebrochen 1970 Ehemalige Bahnstrecke Weesen–Näfels Interkantonale Brücke (Kantonsgrenze Glarus – St. Gallen) |
| Während Sanierung (August 2018) Sanierte Brücke (Mai 2022) | Linthkanalbrücke Weesen                     | Mollis – Weesen        |      | Strassenbrücke (zweispurig) mit Trottoirs                 | Balkenbrücke                       | Beton    | 95         | 420          | Saniert 2018 Höchstgeschwindigkeit 60 km/h Mountainbikeland-Route 479 Churfirsten Panoramabike (Walenstadt–Weesen) Veloland-Route 9 Seen-Route (Etappe 9 Niederurnen–Buchs (SG)) Wanderroute Via Glaralpina (Etappe 19 Filzbach–Ziegelbrücke) Brücke überquert auch die Seeflechsenstrasse und den Linthdammweg. Interkantonale Brücke (Kantonsgrenze Glarus – St. Gallen) |
|                                                            | Untere Schwärzistrasse-Brücke               | Mollis – Weesen        |      | Strassenbrücke (zweispurig) mit Trottoir                  | Balkenbrücke                       | Stahl    | 55         | 420          | Höchstgeschwindigkeit 50 km/h Die hydrometrische Messstation Linth - Weesen, Biäsche (2104) vom Bundesamt für Umwelt (BAFU) befindet sich 170 m flussaufwärts auf der rechten Flussseite. Interkantonale Brücke (Kantonsgrenze Glarus – St. Gallen) |
|                                                            | Biberlikopf-Brücke                          | Ziegelbrücke – Schänis |      | Eisenbahnbrücke (zweigleisig)                             | Stabbogenbrücke                    | Stahl    | 76         | 419          | Gebaut 1967/68, baugleich mit der Gäsibrücke (Escherkanal) Höchstgeschwindigkeit 125 km/h Verbotstafel: Das Betreten der Brücke und der Gleisanlagen ist Unberechtigten bahnpolizeilich untersagt Bahnstrecke Zürich–Chur Interkantonale Brücke (Kantonsgrenze Glarus – St. Gallen) |
|                                                            | SBB Obere Linthkanal-Brücke                 | Ziegelbrücke – Schänis |      | Eisenbahnbrücke (eingleisig)                              | Fachwerkbrücke                     | Stahl    | 56         | 419          | Halbparabel Eisenfachwerkbrücke, gebaut 1875 Höchstgeschwindigkeit 70 km/h Bahnstrecke Linthal–Ziegelbrücke Interkantonale Brücke (Kantonsgrenze Glarus – St. Gallen) |
|                                                            | Ziegelbrückstrasse-Brücke                   | Ziegelbrücke – Schänis |      | Strassenbrücke (zweispurig) mit Trottoirs                 | Balkenbrücke                       | Beton    | 50         | 418          | An dieser Stelle befand sich eine ziegelbedeckte Holzbrücke, daher der Name Ziegelbrücke, gebaut 1743 von Jakob Grubenmann, die von den Franzosen durch Feuer 1799 zerstört wurde. Höchstgeschwindigkeit 60 km/h PostAuto-Buslinien 511 (Ziegelbrücke – Näfels-Mollis – Mühlehorn), 512 (Ziegelbrücke – Näfels-Mollis – Mollis) und 524 (Ziegelbrücke – Siebnen – Pfäffikon) Mountainbikeland-Route 2 Panorama Bike (Etappe 5 Niederurnen–Einsiedeln) Veloland-Route 4 Alpenpanorama-Route (Etappe 2 Appenzell–Glarus) und Route 32 Rhein – Hirzel – Linth (Etappe 3 Pfäffikon SZ–Niederurnen (Ziegelbrücke)) Wanderland-Route 3 Alpenpanorama-Weg (Etappe 7 Amden–Siebnen) Wanderroute Via Glaralpina (Etappe 1 Ziegelbrücke–Bodenberg (Niederurner Täli)) Interkantonale Brücke (Kantonsgrenze Glarus – St. Gallen) |
|                                                            | Linthbett-Brücke                            | Ziegelbrücke – Schänis |      | Fussgängerbrücke                                          | Balkenbrücke                       | Beton    | 50         | 418          | Allgemeines Fahrverbot Wanderweg Interkantonale Brücke (Kantonsgrenze Glarus – St. Gallen) |
|                                                            | SBB Untere Linthkanal-Brücke (Haneggbrücke) | Ziegelbrücke – Schänis |      | Eisenbahnbrücke (zweigleisig)                             | Fachwerkbrücke                     | Stahl    | 66         | 417          | Gebaut 1928, ersetzte eingleisige Brücke von 1874 Höchstgeschwindigkeit 100 km/h Bahnstrecke Zürich–Ziegelbrücke(–Chur) Interkantonale Brücke (Kantonsgrenze Glarus – St. Gallen) |
|                                                            | Rotbrücke (Schäniserstrasse/Biltnerstrasse) | Bilten – Schänis       |      | Strassenbrücke (zweispurig) mit Trottoirs 427.1           | Hohlkastenbrücke                   | Beton    | 70         | 415          | Eröffnet 1973, ersetzte Fachwerkbrücke, die sich einige Meter flussaufwärts befand. Höchstgeschwindigkeit 60 km/h Wanderweg Interkantonale Brücke (Kantonsgrenze Glarus – St. Gallen) 3 km flussabwärts auf der rechten Flussseite befindet sich die hydrometrische Messstation Nr. 4502 Linthkanal - Benken, Hänggelgiessen vom Linthwerk. |
|                                                            | Giessen-Brücke                              | Benken                 |      | Strassenbrücke (zweispurig) mit Trottoir 427              | Balkenbrücke                       | Beton    | 130        | 411          | Eröffnet 1978, ersetzte Fachwerkbrücke von 1899. Höchstgeschwindigkeit 50 km/h Wanderweg 500 m flussaufwärts auf der rechten Flussseite befindet sich das national geschützte Amphibienlaichgebiet Mösli. |
|                                                            | Grynau-Brücke                               | Tuggen – Uznach        |      | Strassenbrücke (zweispurig) mit abgetrenntem Trottoir 390 | Stabbogenbrücke                    | Stahl    | 50         | 407          | Gebaut 1995 Höchstgeschwindigkeit 40 km/h PostAuto-Buslinie 521 (Uznach – Siebnen-Wangen – Buttikon – Reichenburg) Veloland-Route 76 Ibergeregg-Sattelegg-Linth (Etappe 2 Einsiedeln (Willerzell)–Uznach) und Route 99 Herzroute (Etappe 9 Einsiedeln–Rapperswil) Wanderland-Route 4 ViaJacobi (Etappe 34 Wattwil (Neuhaus)–Siebnen) und Route 84 Zürichsee-Rundweg (Etappe 5 Pfäffikon SZ–Schmerikon) 1 km flussaufwärts auf der linken Flussseite befindet sich das national geschützte Amphibienlaichgebiet Baggerseen im Staffelriet. 800 m flussaufwärts auf der rechten Flussseite befindet sich das national geschützte Amphibienlaichgebiet Kaltbrunnerriet. Interkantonale Brücke (Kantonsgrenze Schwyz – St. Gallen)                                                                                        |
|                                                            | Linthbrücke Schmerikon (A15 Autobahn)       | Tuggen – Schmerikon    |      | Autobahnbrücke (vierspurig)                               | Balkenbrücke                       | Beton    | 200        | 406          | Höchstgeschwindigkeit 100 km/h 1 km flussabwärts auf der rechten Flussseite befindet sich das national geschützte Amphibienlaichgebiet Allmeind. 1 km flussabwärts auf der linken Flussseite befindet sich das national geschützte Amphibienlaichgebiet Bätzimatt. Interkantonale Brücke (Kantonsgrenze Schwyz – St. Gallen) |